# ماری (فیلم ۱۹۳۱)
ماری (انگلیسی: Mary) فیلمی در ژانر دلهره آور به کارگردانی آلفرد هیچکاک است که در سال ۱۹۳۱ منتشر شد. از بازیگران آن می‌توان به اولگا چخووا و آلفرد ابل اشاره کرد.